# Trương Ngọc Ninh
Trương Ngọc Ninh (sinh ngày 11 tháng 9 năm 1943 tại Nam Định) là nhạc sĩ, nhà sản xuất âm nhạc. Ông từng làm Phó giám đốc Sở Văn hóa – Thông tin Hà Nội, Phó chủ tịch và Chủ tịch Hội Âm nhạc Hà Nội (2016–2020).
Sớm tham gia quân đội từ năm 16 tuổi, ông chơi guitar tại đoàn Văn công Quân khu III rồi về Quân chủng Phòng không – Không quân hơn chục năm. Sau đó, ông theo học Khoa sáng tác tại Nhạc viện Hà Nội và viết nên một số ca khúc nổi tiếng như "Hạt mưa mùa xuân", "Vòng tay Đam San", "Lời ru chia đôi", "Xuống chợ", bên cạnh nhạc múa Thạch Sanh hay bản giao hưởng Rừng miền Tây. Sự nghiệp của ông có được nhiều giải thưởng bao gồm Giải thưởng Nhà nước về Văn học Nghệ thuật (2007), Giải thưởng Hội Nhạc sĩ Việt Nam về khí nhạc, Huân chương Kháng chiến chống Mỹ hạng Nhì, Huân chương Chiến sĩ vẻ vang hạng Nhất-Nhì-Ba,... Ông từng là quản lý và nhà sản xuất cho các ban nhạc Đồng Đội (An Hiếu, Đức Tân, Y Vol, Thanh Hải, Sa Anh...), ban nhạc Sao Mai (Đỗ Bảo, Quốc Bình, Sơn Hải, Quốc Long,...) và ban nhạc Anh Em (Anh Quân, Huy Tuấn, Hồng Kiên,...). Ông từng là giảng viên Đại học Văn hóa và Nghệ thuật Quân đội, khoa sáng tác và cố vấn chương trình Bài hát Việt.
Trương Ngọc Ninh kết hôn với phát thanh viên Đài Tiếng nói Việt Nam Thu Hiền vào năm 1970. Họ có hai người con là Anh Quân và Hương Ly, cả hai đều theo nghiệp âm nhạc. Anh Quân (sinh năm 1971) cũng là nhạc sĩ, nhà sản xuất âm nhạc và chồng của ca sĩ Mỹ Linh. Hương Ly (sinh năm 1978) từng là thành viên của ban nhạc Sao Mai, là ca sĩ và người dẫn chương trình Văn nghệ Chủ nhật. Trương Ngọc Ninh và Thu Hiền ly hôn vào năm 2006 sau 10 năm ly thân. Năm 2008, ông kết hôn với người vợ thứ hai kém mình 40 tuổi và có một người con trai cùng năm.
Sự nghiệp đồ sộ của ông có tới hơn 500 ca khúc. Tác phẩm chính bao gồm sách Tuyển tập ca khúc Trương Ngọc Ninh (Hội Nhạc sĩ Việt Nam và Nhà xuất bản Âm nhạc, 1995) và album Trương Ngọc Ninh (1995). Chương trình Con đường âm nhạc của đài VTV3 mang tên "Biển khát" tôn vinh ông vào tháng 7 năm 2011. Ông cũng là nghệ sĩ chính của chương trình Không gian nghệ thuật tháng 3 năm 2012 của đài VTV1. Ông được trao Giải thưởng Nhà nước về văn học nghệ thuật vào năm 2007.
Ngày 20 tháng 6 năm 2016, Trương Ngọc Ninh được bầu làm Chủ tịch Hội Âm nhạc Hà Nội nhiệm kỳ 2016–2020.

## Tác phẩm
- "Biển khát"
- "Chiều cuối đông"
- "Hạt mưa mùa xuân"
- "Nửa vầng trăng"
- "Vòng tay Đam San"